# Темплеры
Те́мплеры (от нем. Tempel — храм, нем. Tempelgesellschaft — «Храмовое общество», известны также как Общество друзей Иерусалима, нем. Jerusalemfreunde) — лютеранская церковь, состоявшая из выходцев из Германии. Разрыв с официальной церковью привел к основанию в 1862 году «Der Deutsche Tempel» — религиозной независимой организации. С 1860-х по 1930-е годы темплеры создавали колонии в Палестине. В 1939 году частично депортированы из Палестины британскими властями как граждане нацистской Германии, а после образования Израиля оставшиеся палестинские темплеры депортированы из-за прежних связей с нацистским режимом. В настоящее время проживают в основном в Австралии и Германии.

## Возникновение и первые годы деятельности
«Храмовое общество» было основано 19 июня 1861 года лютеранским священником Кристофом Хофманом, который выдвинул идею о создании нового народа нем. Das Volk Gottes (русс.пр. «фолькготтес») — «Народ Бога», которые будут следовать основным ценностям христианства и в основе идеологии которых лежит семья и община, способные положить конец экономическим и общественным раздорам. В этот день в Людвигсбурге, недалеко от Штутгарта, состоялось собрание Общества друзей Иерусалима, организации, основанной в 1854 году Хоффманом и его единомышленниками Кристофом Паулюсом, Георгом Хардегом и Луисом Хёном. Идеология темплеров восходит к пиетизму, течению внутри лютеранства, видным деятелем которого был отец Кристофа Хофмана, Готлиб. От Готлиба Кристоф почерпнул идею Царства Божьего на Земле. Кристоф Хоффман призвал всех истинных верующих «выйти из Вавилона», а позже развил эту идею, призывая переселяться в Палестину, где надлежит построить Храм Божий (Сайт Общества темплеров в Австралии подчёркивает, что имелось в виду не здание, а библейский образ человечества как духовного храма Христа на Земле). Ещё в 1854 году Хоффман-младший начал издавать газету «Süddeutsche Warte» (с 1877 года «Warte des Tempels»), где публиковал призывы к «детям Божьим» собираться в Иерусалиме.

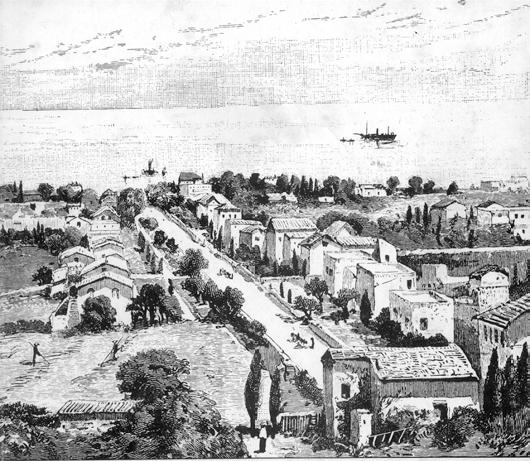
Квартал темплеров в Хайфе, 1875 год, гравюра

Хоффман с единомышленниками основал школу под Марбахом (Вюртемберг). 
Идеология темплеров быстро отошла от пиетистских истоков, превратившись в гуманистическо-рационалистическое учение. Ещё в 1859 году Хоффман и его последователи были отлучены от евангелической церкви. В 1877—1882 годах Хоффман опубликовал серию из пяти посланий, в которых подвергал критике доктрины Троицы, предсуществования Христа, примирения и оправдания с рационалистических позиций, что привело к разрыву между ним и рядом его бывших соратников. Тем не менее от общехристианских идей и стремления к праведной жизни темплеры не отказались. С 1893 по 1897 год также существовал раскол внутри самого темплерского движения: отколовшаяся группа «свободных темплеров» из Хайфы разошлась с главной частью движения в вопросах о его целях и задачах. Одной из высших ценностей, по словам современника, возведённой в религиозный принцип, для Друзей Иерусалима в это время является хорошее образование, и они постоянно изыскивают средства для открытия новых школ и училищ.

### Османская Палестина
В 1858 году делегация группы Хоффмана отправилась в Османскую Палестину, чтобы оценить возможности создания поселений, а в 1860 году в Палестину были направлены пять первых поселенцев. В 1866 году было основано поселение близ Назарета, а в 1869 году колония в Хайфе. Среди созданных позже поселений были Сарона, на территории современного Тель-Авива, и Вальхалла, на территории Яффы. В 1878 году штаб-квартира Общества и школа «Lyceum Tempelstift» перенесены в Иерусалим. Кристоф Хоффман оставался лидером движения до своей смерти в 1885 году, его сменил Кристоф Паулюс, а в 1890 году движение возглавил сын Хоффмана, тоже Кристоф.
После визита кайзера Вильгельма в Палестину в 1898 году, во время которого он встречался в том числе и с темплерами, с монаршего благословения было основано Общество поддержки немецких поселений в Палестине со стартовым капиталом свыше 128 тысяч марок.
В 1902 году было основано новое поселение темплеров, Вильгельма близ Лода. В него переселились семьи темплеров и меннонитов с Кавказа. В 1906 году основано поселение Вифлеем Галилейский (Бейт-Лехем ха-Глилит). Исследователи сходятся во мнении, что методы хозяйствования, технология и поселенческая тактика темплеров оказали влияние на параллельную практику сионистских поселений того периода в Палестине; более того, даже в городах влияние темплерской культуры было ощутимо, как, например, в Хайфе, где улицы были специально расширены для проезда гужевого транспорта и автомобилей. В 1885 году темплер Готлиб Шумахер был назначен местными властями главным инженером района Акры и выдвинул целый ряд планов (порт в Хайфе, мост через реку Кишон, железнодорожное сообщение с Дамаском и другие), лишь немногие из которых были осуществлены в его время. Шумахер был автором первого городского плана Зихрон-Яакова, а другой инженер-темплер, Теодор Зандель, — плана Петах-Тиквы.
Благодаря темплерам за рубежом стали популярны яффские апельсины. Темплеры также наладили выпуск мыла из оливкового масла, и «мыло из Святой Земли» также стало известным за границей брендом. Темплеры первыми в Палестине начали разводить коров. Сионистский деятель Артур Руппин в начале века, сравнивая еврейские хозяйства с темплерскими, заявил, что евреи не станут настоящими фермерами, пока еврейки не научатся доить коров.

Темплерская архитектура в Израиле
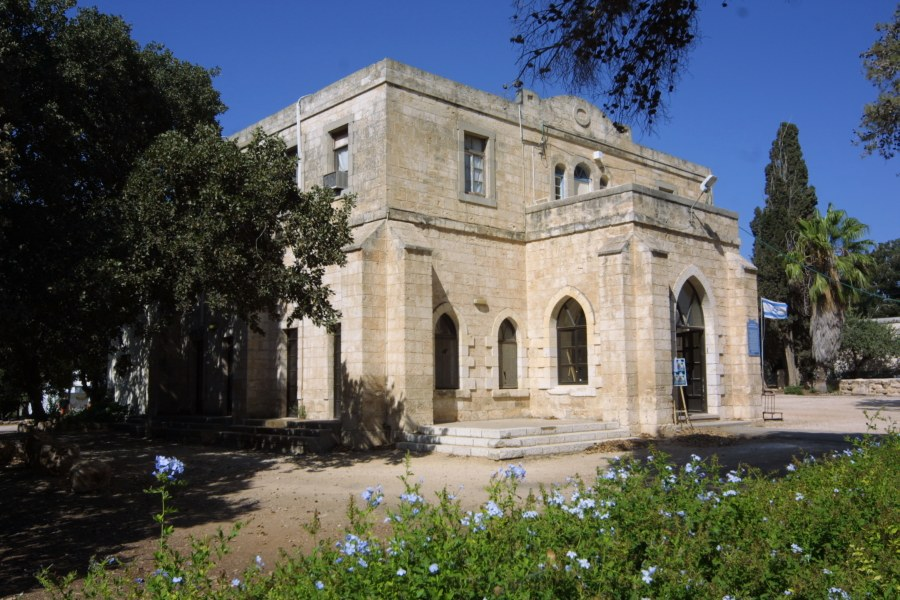
Общинный дом в Бейт-Лехем ха-Глилит
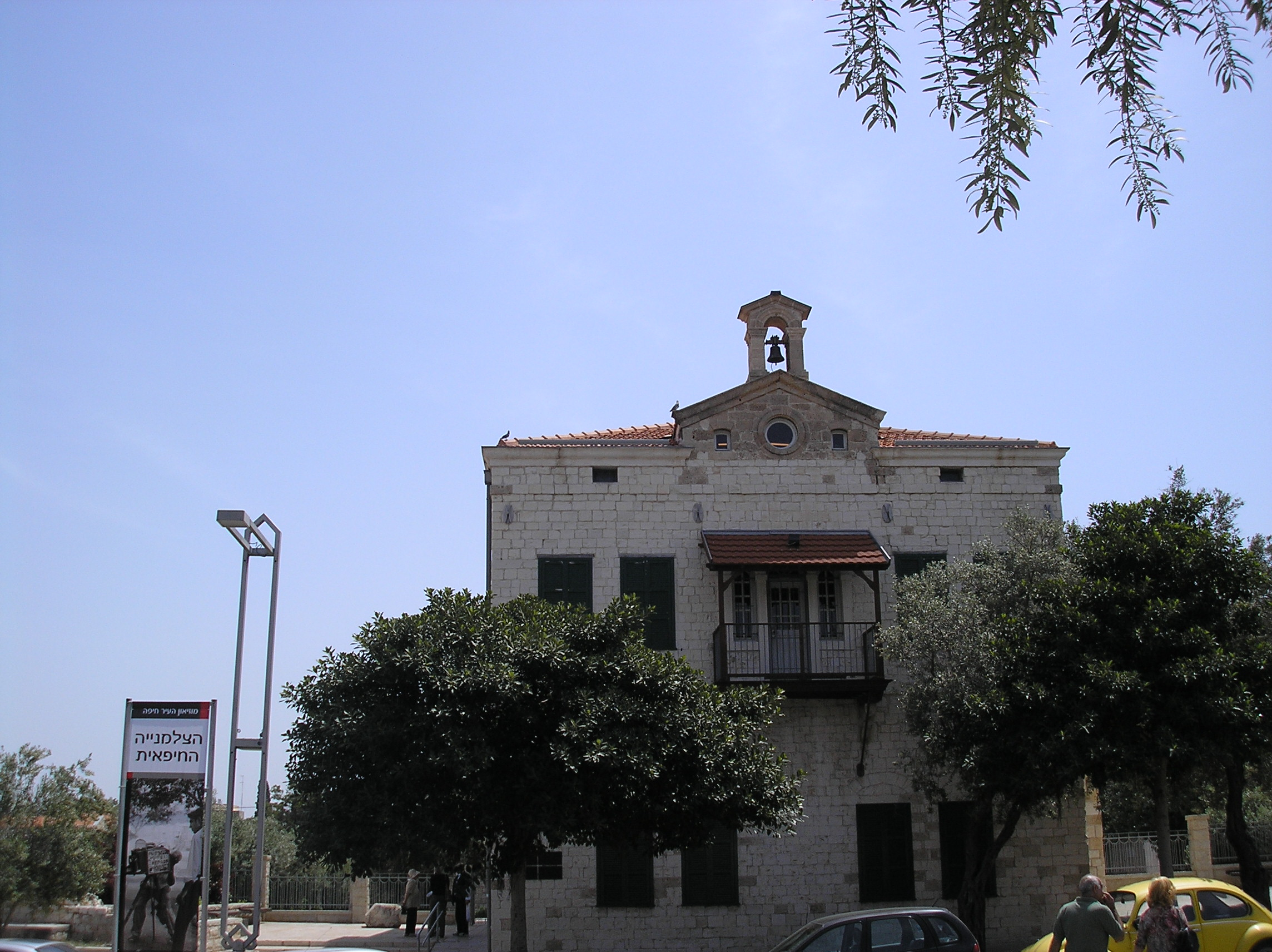
Народный дом в Немецкой колонии, Хайфа
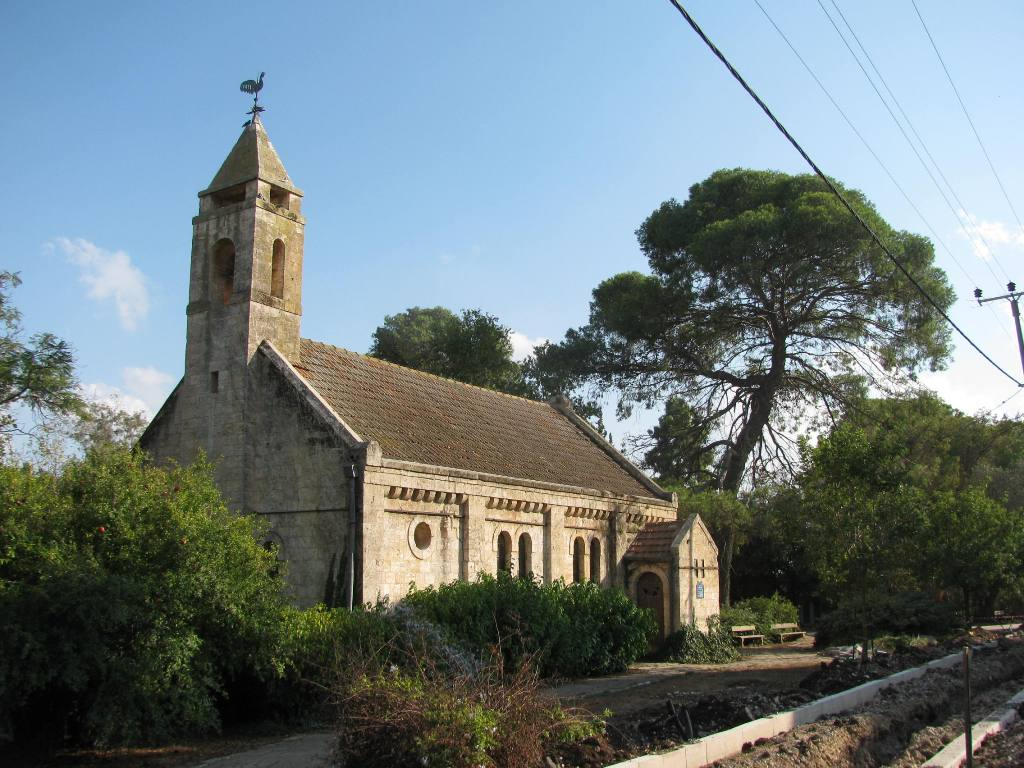
Церковь темплеров в Алоней-Абба (бывш. Вальдхайм)
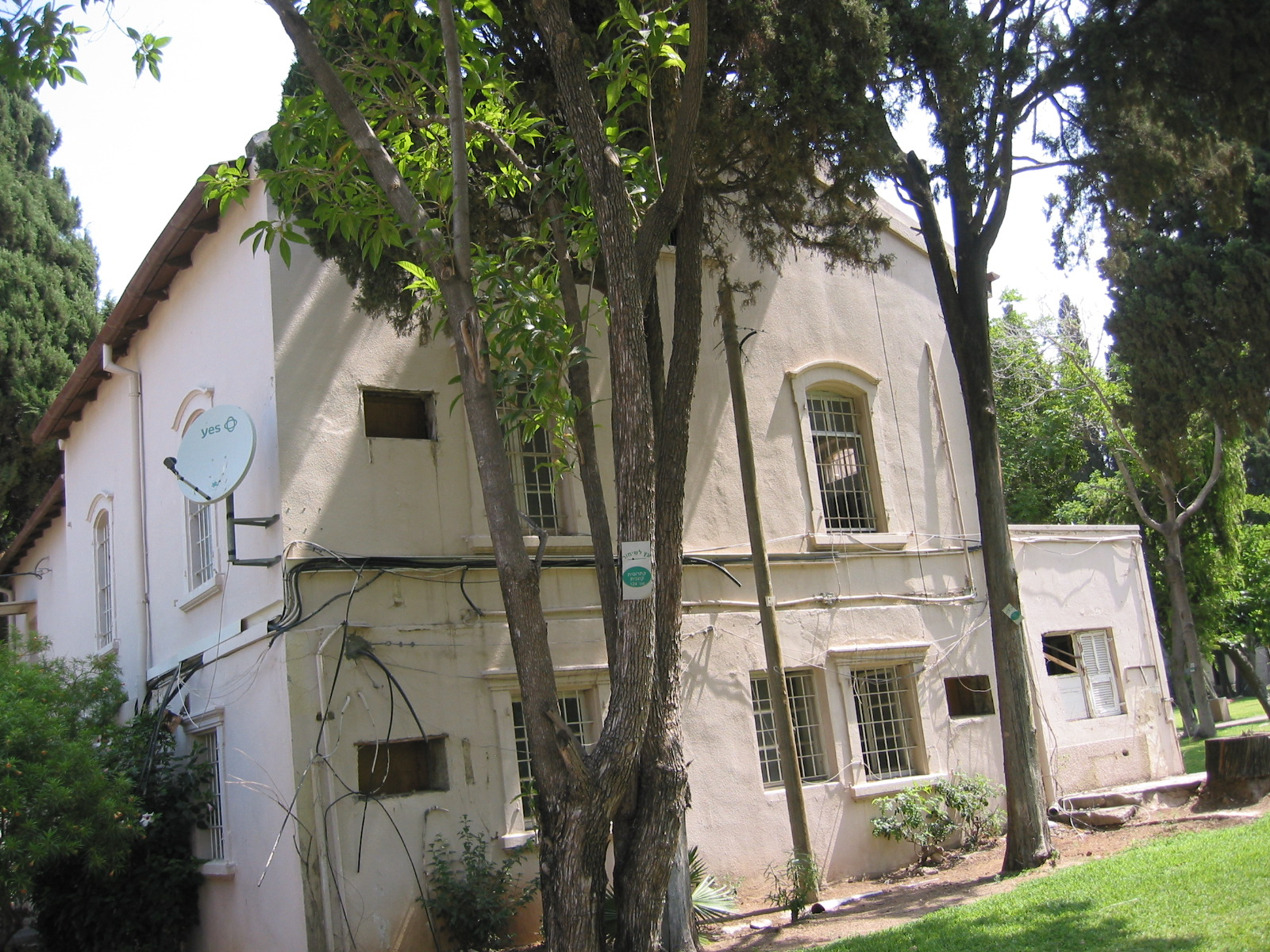
Темплерский дом в бывшем поселении Сарона, Тель-Авив

### Соединённые Штаты Америки
В 1863 году американская ветвь Общества друзей Иерусалима, Американские Темплеры (англ. Templers of America), начинает свою деятельность в Буффало. В 1885 году в Канзасе основано поселение темплеров Темпельфельд (в настоящее время город Джипсум).

### Российская империя
Течение темплеров приобрело своих сторонников и среди украинских и кубанских меннонитов, которых с ним познакомил Николай Шмидт. Первая община Общества друзей Иерусалима была основана на Украине в меннонитском поселении Молочна-Гальбштадт в 1863 году, а в 1868 году были основаны поселения Темпельгоф и Орбельяновка на Кавказе, к которым позже добавились Александерфельд и Вольдемфюрст. В конце века были основаны новые колонии — Ольгино (образована колонистами Темпельгофа) и Романовка (Романовская, Устряловка; основана жителями Орбельяновки).
В последней трети века многие поселенцы с Кавказа целыми семьями переселялись в Палестину. В 90-е годы девятнадцатого и начале двадцатого века в связи с финансовыми трудностями часть палестинских немцев, в том числе и темплеров, эмигрировала в Германскую Восточную Африку.

## Годы британского мандата в Палестине
Темплерское кладбище в Иерусалиме
В 1917 году британские войска заняли Палестину. Свыше 800 немцев-темплеров были интернированы до конца войны в Хелуане (Египет) как подданные враждебной державы. В 1919 году около трёхсот из них вернулись в Германию, а в 1920 году Великобритания согласилась на возвращение оставшихся темплеров в Палестину. Мандатные власти в Палестине выплатили поселенцам компенсацию в размере пятидесяти процентов от стоимости погибшего скота и потерянного имущества.
В 1924 году в Яффе основан Банк Общества Храма (англ. Bank of the Temple Society Ltd) с филиалами в Иерусалиме и Хайфе. Со временем банк стал одной из ведущих кредитных организаций в Палестине. В 1928 году в Иерусалиме открылась высшая школа, готовящая учеников к поступлению в германские университеты. Связи с Германией продолжали укрепляться, и в 1932 году в Штутгарте был открыт Темплерский Клуб.
В это же время была основана ячейка Национал-социалистической партии в Хайфе; её основателем стал хайфский архитектор Карл Руфф. На домах и автомобилях темплеров начинают появляться свастики. В 1934 году темплеры принимают решение не сдавать жильё евреям и начинают приветствовать друг друга нацистским салютом. В дальнейшем темплеры перестают принимать евреев на работу, а предпринимателям-темплерам рекомендуется расторгать контракты с еврейскими коммерсантами. В 1935 году в Палестине насчитывалось 250 членов нацистской партии, а к 1938 году их число достигло 330, что составляло 17 процентов от общего числа палестинских немцев. В ячейках Яффы, Сароны и Вальхаллы насчитывалось 113 членов. Немецкая молодёжь в Палестине вступала в ряды Союза немецких девушек и Гитлерюгенда. Среди старшего поколения темплеров увлечение национал-социализмом не всеми одобрялось, а в центральной газете организации была опубликована критическая статья об этой идеологии, с точки зрения автора статьи фактически являвшейся идолопоклонством.
За несколько дней до начала войны молодые мужчины из числа темплеров, бывшие гражданами Германии, были призваны в германскую армию и покинули Палестину.
В начале Второй мировой войны оставшиеся палестинские темплеры были интернированы британскими властями как подданные Германии. Часть темплеров была отправлена в лагерь в Атлите, а молодые мужчины с семьями были депортированы в Австралию, в лагерь для перемещённых лиц близ города Татура. За время войны были совершены три обмена гражданских лиц, в ходе которых часть палестинских темплеров была переправлена в Германию в обмен на евреев из германских концлагерей, имевших палестинские паспорта. Обмен при этом был неравным, и число немецких подданных, возвращённых в Германию, было значительно больше, чем число евреев, вернувшихся в Палестину.
В 1941 году в восточные районы СССР в связи с наступлением вермахта на юге страны были депортированы кавказские немцы, в том числе остатки темплеров, проживавших в селе Ольгино.

## Послевоенный период
После конца войны темплерам в Австралии было разрешено покинуть лагерь в Татуре, и в 1947 году в Мельбурне начинает работать штаб-квартира Общества Храма в Австралии.
В Палестине отношение к оставшимся темплерам было враждебным. 22 марта 1946 года был убит последний мэр Сароны Готлиф Вагнер. Боевики «Пальмаха» остановили его машину в Тель-Авиве на улице Левински, и один из них застрелил Вагнера в упор. Остальных пассажиров боевики не тронули (как и портфель с наличными на сумму свыше 3000 долларов). В апреле 1948 года еврейские боевики атаковали поселение Вальдхайм в Галилее, убив двоих жителей и ранив ещё одного.
После образования государства Израиль оставшимся палестинским темплерам, чьи связи с нацистами ещё были свежи в памяти, было предложено покинуть пределы страны. 49 человек были отправлены в Германию, свыше двухсот выбрали Австралию, куда и прибыли в 1949 году.
Темплерское поселение Вальдхайм было переименовано в Алоней-Абба в честь сионистского деятеля Аббы Бердичева, члена британской диверсионной группы, схваченного немцами на оккупированной территории и казнённого в Маутхаузене. В Вильгельму были переселены евреи, эвакуированные из мошава Атарот, расположенного между Иерусалимом и Рамаллой и захваченного арабскими формированиями в ходе войны 1947—49 годов; поселение получило новое название, Бней-Атарот (рус. дети Атарот). На месте Сароны сначала располагался британский военный лагерь, а позже, в израильский период, там разместился комплекс правительственных зданий Кирья. Впоследствии правительство Израиля централизованно выплатило темплерам компенсацию за национализированное имущество, включая землю в Сароне и Яффе, в размере 54 миллионов бундесмарок. 
В 1950 году австралийская ветвь организации официально становится центральной, вместо ликвидированной палестинской. В 1953 году в Австралии насчитывалось свыше 1200 темплеров.
Меннонитско-темплерские общины существуют также в Германии, Австрии и Канаде (в последнем случае это потомки выходцев из России, эмигрировавших до Первой мировой войны). В 2010 году Общество Храма включало две основных конгрегации, одна в Австралии, другая в Германии с центром в Штутгарте, с общим председателем.